# راسل ون هورن
راسل ون هورن (انگلیسی: Russell van Horn; ۳۰ ژوئیهٔ ۱۸۸۵ – ۱۱ مارس ۱۹۷۰) بوکسور اهل ایالات متحده آمریکا بود.